# Muehlenbeckia
Muehlenbeckia é um gênero botânico da família Polygonaceae.